# Довгий джонт
«Довгий джонт» (англ. The Jaunt) — оповідання жахів Стівена Кінга, вперше опубліковане в журналі «Сутінкова зона» в 1981 році та пізніше увійшло до авторської збірки Кінга «Команда скелетів» 1985 року.
Події розгортаються на початку 24 століття, коли технологія телепортації, яка називається «Джонтування», стала звичайною справою, дозволяючи миттєво переміщатися на величезні відстані навіть на інші планети Сонячної системи. Але цей процес дуже специфічний і має жахливі наслідки, якщо він піде не так. Термін «Джонтування» вказується в оповіданні як данина поваги науково-фантастичному роману Альфреда Бестера «Зірки — мета моя».

## Сюжет
У далекому майбутньому люди розробили форму миттєвої телепортації під назвою «Джонтування», яка уможливила колонізацію Сонячної системи. Марк Оутс і його сім'я готуються до подорожі на Марс у дворічне відрядження. Поки служба Джонтування готує інших пасажирів, Марк розважає своїх двох дітей, розповідаючи історію про відкриття та історію Джонтування. Він пояснює, як у 1987 році вчений, на ім'я Віктор Каруне ненавмисно виявив здатність до прогулянок після років досліджень, коли випадково телепортував два своїх пальці. Хоча процедура працювала ідеально, коли він тестував неорганічні об'єкти, Каруне виявив побічну дію на мишей, яких відправляли через два його портали. Миші або гинуть миттєво, або поводяться хаотично, перш ніж помруть кілька хвилин потому. Зрештою він виявив, що істоти з вищою нервовою активністю, такі як тварини та люди, можуть пережити прогулянку лише без свідомості. Марк пояснює, що тому всі люди повинні пройти загальний наркоз перед прогулянкою.
Марк позбавляє своїх дітей жахливої історії про першу свідому людину, яка пережила Джонтування, засудженого до смертної кари вбивцю, на ім'я Руді Фоджа, якому було обіцяно повне помилування після участі в експерименті. Після того, як шістьох інших ув'язнених були під дією анестезії, Фоджія збожеволів, кричачи, що ця прогулянка була «вічністю», перш ніж померти від серцевого нападу. Марк також не згадує про 30 людей, які здійснили Джонтування у свідомості, добровільно чи іншим чином. Кожен раз вони або помирали миттєво, або сходили з розуму. Вчені прийшли до висновку, що хоча фізично Джонтування здійснюється майже миттєво, для свідомого розуму вона триває невизначено довгий проміжок часу, можливо, мільйони років, що призводить до того, що свідома людина просто залишається наодинці зі своїми думками в нескінченному білому полі. Однак Марк намагається подати цей факт м'яко, щоб не налякати ні дітей, ні дружину, оскільки, на відміну від нього, вони будуть переміщатись вперше.
Після того як Марк завершує свою розповідь, на родину впливають снодійним газом і транспортують на Марс. Коли Марк приходить до тями, він із жахом помічає, що його син Рікі навмисно не дихав під час введення анестезії, аби залишитися притомним під час подорожі. Проте це призвело до його повної дезорієнтації. У стані паніки Рікі кричить, що Марк не усвідомлює, як довго він був у такому стані, повторюючи: «Довше, ніж ти думаєш! Довше, ніж ти думаєш!» Після цього він починає виколювати собі очі, поки супровід відводить його геть від приголомшеної родини.

## Екранізації
У 2015 році було оголошено, що Андрес Мускетті планує екранізувати історію.
У 2021 році Дейв Еріксон планував зняти телесеріал для MRC на основі цього оповідання.